# Most im. Ignacego Mościckiego
Most im. Ignacego Mościckiego – most nad Wisłą łączący miasto Puławy ze wsią Góra Puławska; siedmioprzęsłowy, w większości o konstrukcji stalowej kratownicowej; zbudowany w 1934 roku, zniszczony w 1939 i 1944 roku, odbudowany w 1949 roku (odbudowywany również w 2019 roku).

## Historia

### Projekt i budowa
Projekt stałego mostu drogowego w Puławach opracował Aleksander Pstrokoński we współpracy z Konstantym Kornem. Zaprojektowano obiekt o rozpiętości (85 + 88 + 110 + 88 + 85) m = 436 m. Był to układ dwóch belek dwuwspornikowych i trzech belek zawieszonych w przęśle środkowym i w skrajnych. Wysokość dźwigarów nad podporami sięgała 16 m, a szerokość całego mostu wynosiła 12 m. Konstrukcja ustroju niosącego oparta była na sześciu podporach na żelbetowych kesonach. Podpory zaprojektował Stefan Zagrodzki z Biura Konstrukcyjnego Wydziału Mostowego w Ministerstwie Robót Publicznych.
W 1931 roku Dyrekcja Okręgowa Robót Publicznych (DORP) w Lublinie przystąpiła do budowy mostu. Zamówienie na konstrukcję stalową podzielono pomiędzy kilka firm, co było w tym okresie częstą praktyką ze względu na brak robót i na politykę rządu Polski, starającego się dać zatrudnienie jak największej liczbie firm. Większość konstrukcji wykonały Zakłady Przetwórcze w Chorzowie, należące do Wspólnoty Interesów Górniczo-Hutniczych w Katowicach. Części konstrukcji zostały wykonane przez Towarzystwo Przemysłu Metalowego «K. Rudzki i Spółka» SA oraz Zjednoczone Fabryki L. Zieleniewski i Fitzner i Gamper. Kierownikiem budowy z ramienia DORP był Stefan Litwiniszyn, jego pierwszym zastępcą − Edmund Hera, drugim − Franciszek Johannsen. W latach 1931−1932 przedsiębiorstwo K. Rudzki i S-ka wykonało podpory na kesonach. Kierownikiem tych robót był Bernard Morawski, jego zastępcą terenowym − Jan Martelus. Montaż ważącej 2700 ton konstrukcji ustroju niosącego wykonywany był przez Hutę Królewską i trwał od 1 kwietnia do 1 grudnia 1932 roku. Pracami na tym etapie kierował Wacław Wejroch. W latach 1933−1934 odbywało się malowanie mostu i budowa dojazdów. Wykonywano je sposobem gospodarczym. Budowa została w znacznym stopniu wykonana przez niewykwalifikowanych bezrobotnych. Roboty finansowane były przez Państwowy Fundusz Drogowy na warunkach kredytowych, a także z kredytów Funduszu Pracy i dotacji na zatrudnienie bezrobotnych.
Mostowi nadano imię „Prezydenta Rzeczypospolitej Ignacego Mościckiego”. Otwarcia dokonał 20 października 1934 roku wiceminister komunikacji Rzeczypospolitej Polskiej Julian Piasecki w asyście wojewody lubelskiego Józefa Rożnieckiego i starosty puławskiego Mieczysława Lutmana.

### Zniszczenia wojenne i mosty tymczasowe
Po napaści Niemiec na Polskę w 1939 roku wycofujące się siły polskie podjęły decyzję o zniszczeniu mostu. W nocy z 10 na 11 września saperzy armii „Kraków” zniszczyli stalowe mosty na Wiśle − kolejowo-drogowy w Dęblinie oraz drogowy w Puławach. W Moście im. Mościckiego uszkodzono pierwszy filar od strony Puław, w wyniku czego przęsło oparte na przyczółku opadło drugim końcem do wody. Niemcy po zajęciu miasta opuścili uszkodzone przęsło całkowicie do wody przy pomocy wybuchów. Ponieważ górne pasy dźwigara miały kształt łagodnego łuku, ułożyli na nich belki i od razu przystąpili do użytkowania mostu. Wiosną 1940 roku poniżej zwalonego przęsła został zbudowany drewniany most doprowadzający do niezniszczonej części obiektu. W drugim przęśle od strony Puław, w miejscu, do którego dochodził drewniany most, wykonano w kracie dźwigara otwór umożliwiający ruch kołowy.
W lecie 1940 roku Niemcy rozpoczęli odbudowę zniszczonego przęsła. Prace wykonywały firmy: Technisches Hauptamt Radom, Aussenstelle Radom, Bauleitung Puławy. W 1941 roku odbudowa mostu została zakończona, a tymczasowe drewniane przęsło − rozebrane. 25 lipca 1944 roku wojska 1 Frontu Białoruskiego Armii Czerwonej, w skład którego wchodziła 1 Warszawska Dywizja Piechoty im. Tadeusza Kościuszki, dotarły do środkowej Wisły. Tego dnia, kilka minut po godzinie 20., Niemcy zniszczyli most w Puławach.
Po przejściu powodzi wiosną 1945 roku saperzy radzieccy wznieśli tymczasowy drewniany most wysokowodny ok. 100 m w górę Wisły od zniszczonego Mostu im. Mościckiego. Zastąpił on zniszczony przez powódź tymczasowy drewniany most niskowodny w Nasiłowie. Po zakończeniu wojny drewniany most w Puławach używany był jako most objazdowy, aż do momentu, gdy w dniach 20−21 marca 1947 roku runął w wyniku silnej powodzi. 16 maja 1948 roku oddano do użytku publicznego most pontonowy, zbudowany przez batalion 2. warszawskiego pułku saperów i 41 batalion 14 dywizji piechoty. Kierownikiem tej budowy był por. Kazimierz Doręda. Obiekt eksploatowany był do późnej jesieni tego samego roku.

### Odbudowa
W maju 1946 roku I Rejonowe Kierownictwo Odbudowy Mostów Drogowych (RKOMD) w Kielcach przystąpiło do odbudowy stałego mostu drogowego w Puławach. Część tego obiektu ocalała, podjęto zatem decyzję o jego odtworzeniu w pierwotnym kształcie. Prace zostały zlecone prywatnemu przedsiębiorstwu z Warszawy M. Gościcki i L. Mroczek, a kierownikiem został Mieczysław Gościcki. Konsultantem przedsiębiorstwa przy odbudowie był Florian Kowalewski, który przeszedł do niego po niemal pięćdziesięciu latach pracy w Tow. K. Rudzki i Ska.
Z myślą o wyciąganiu z wody i podnoszeniu części konstrukcji nadającej się do ponownego wykorzystania zbudowane zostały cztery drewniane wieże z podnośnikami hydraulicznymi. 25 czerwca 1947 roku na budowie miała miejsce katastrofa. Tego dnia podnoszono na wysokość 14−15 m część zawalonego do wody przęsła, mającą ok. 60 m długości i ważącą około 300 ton. Po podniesieniu elementu na prawie pełną wysokość doszło do awarii podnośnika na jednej z wież. Podniesiona kratownica uderzyła w wieżę, złamała ją i spadła do wody. W wyniku tego zdarzenia trzech robotników zginęło na miejscu, trzech zmarło w szpitalu, a ośmiu zostało lżej rannych. Mieczysław Gościcki został aresztowany, jednak po rozprawie sądowej został zwolniony. Biegli wydali bowiem opinię stwierdzającą prawidłowość prowadzenia robót i uznali, że przyczyny katastrofy były niezależne od kierownictwa. Mimo uniewinnienia Gościckiego, RKOMD podjęło decyzję o odebraniu firmie prac, po czym prowadziło je dalej sposobem gospodarczym. Robotami kierował Bolesław Liberadzki.
Otwarcie odbudowanego mostu miało miejsce 29 czerwca 1949 roku. Dokonał go wiceminister komunikacji Zygmunt Balicki, obecni byli m.in.: dyrektor Departamentu Dróg Kołowych Ministerstwa Komunikacji Gajkowicz, wojewoda lubelski Paweł Dąbek i wojewoda kielecki Wacław Rózga. Mimo złej pogody zebrało się także kilka tysięcy ludzi z Puław i okolic. Wśród wielu przemawiających byli m.in. dyrektor Barzykowski i Bolesław Liberadzki, którzy mówili o stronie technicznej odbudowy. Balicki wręczył nagrody 26 pracownikom − zegarki, odbiorniki radiowe, rowery, papierośnice, wieczne pióra. Następnie przeciął biało-czerwoną wstęgę i wszyscy zebrali przeszli przez most.

### Remont w 1996 roku

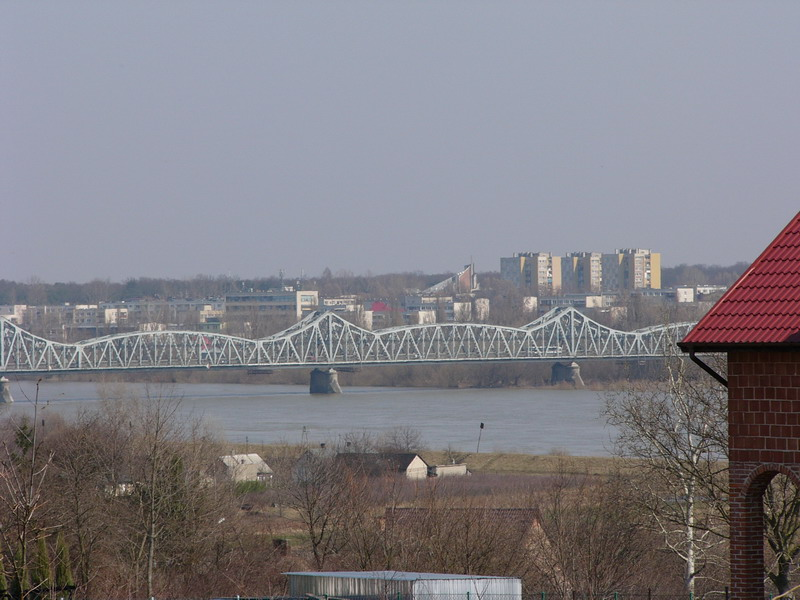
Widok ze wsi Góra Puławska

W 1996 roku miał miejsce gruntowny remont mostu, wykonany przez Przedsiębiorstwo Robót Mostowych „Mosty Łódź” SA wraz z Płockim Przedsiębiorstwem Robót Mostowych SA. Kierownikiem budowy był Zbigniew Wolan. W ramach remontu nie zmieniono parametrów użytkowych mostu. Wykonano następujące prace:
- pomost z niecek stalowych wymieniono na konstrukcję z płyt żelbetowych;
- wymieniono lub wzmocniono skorodowane i uszkodzone stalowe elementy konstrukcyjne mostu;
- na chodnikach istniejące żelbetowe płyty chodnikowe zastąpiono stalowymi płytami użebrowanymi;
- wykonano zabezpieczenie antykorozyjne mostu i wymieniono elementy wyposażenia.

W związku z tym, że prace wykonywane były na połowie jezdni, z utrzymaniem ruchu na drugiej połowie, zdaniem Zbigniewa Wolana remont był trudnym przedsięwzięciem technicznym i logistycznym.
Obecnie budowla nosi nazwę „Most im. Ignacego Mościckiego”.

## Konstrukcja

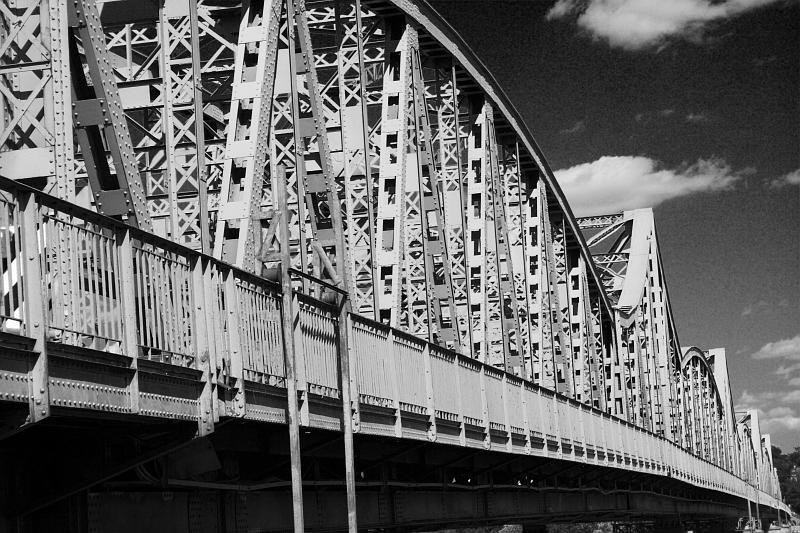
Widok od strony południowo-zachodniej

Most im. Ignacego Mościckiego jest mostem stalowym o konstrukcji kratownicowej o zmiennej wysokości z jazdą dołem. Posiada siedem przęseł, z których przęsła skrajne są stalowe blachownicowe z betonową płytą prefabrykowaną, pozostałe natomiast to przęsła kratownicowe, z kratownicą typu W i z betonową płytą prefabrykowaną. Most opiera się na 8 podporach, z których skrajne posadowione są na prefabrykowanych betonowych palach wbijanych, pozostałe na kesonach. Całkowita długość obiektu wynosi 483,00 m, szerokość − 11,30 m. Rozpiętości przęseł kratownicowych wynoszą 85,00 + 88,00 + 110,00 + 88,00 + 85,00 m. Według stanu na maj 2008 roku, środkowe przęsło liczące 110 m długości było piątym najdłuższym przęsłem kratownicowym w Polsce.